# Odites kollarella
Odites kollarella is een vlinder uit de familie Lecithoceridae. De wetenschappelijke naam is voor het eerst geldig gepubliceerd in 1832 door O. G. Costa.
De soort komt voor in Europa.